# Parabrachiella multifimbriata
Parabrachiella multifimbriata is een eenoogkreeftjessoort uit de familie van de Lernaeopodidae. De wetenschappelijke naam van de soort is voor het eerst geldig gepubliceerd in 1896 door Bassett-Smith.